# Jezioro Fabryczne
Jezioro Fabryczne – jezioro położone w Kotlinie Warszawskiej, w starorzeczu Wisły, (powiat warszawski zachodni, województwo mazowieckie) w odległości 1,5 km od centrum Łomianek.
Jezioro zasilane jest bezimienną, okresowo wysychającą strugą, zasilającą też inne jeziora w Gminie Łomianki, jest przykładem doskonale zachowanego starorzecza. Jezioro jest długą, wąską rynną o długości około 800 metrów, otoczone pasem roślinności szuwarowej, we wschodniej części sierpowato wygięte. 
Jezioro przecina ulica Wiślana, a w związku z melioracją poziom lustra wody w jeziorze jest zmienny. Do jeziora dochodzi też ulica Fabryczna, a samo jezioro znajduje się na pograniczu Łomianek i Łomianek Dolnych.